# Système financier en Azerbaïdjan
Le système financier en Azerbaïdjan se compose de politiques et de réglementations gouvernementales concernant les emprunts, les prêts et le transfert d'actifs. Le système comprend les banques, les compagnies d'assurance, d'autres institutions financières, le système de retraite, les marchés financiers et les systèmes de paiement.

## Politique financière
L'objectif de la politique fiscale est d'assurer le développement stable de l'économie de l'État en utilisant les relations financières et le potentiel financier du pays. Les principaux objectifs de la politique financière en Azerbaïdjan sont:
- législation financière;
- création et utilisation de fondations publiques;
- méthodologie de prévision et de planification financière;
- direction financière.